# Psammphiletria nasuta
Psammphiletria nasuta är en fiskart som beskrevs av Roberts 2003. Psammphiletria nasuta ingår i släktet Psammphiletria och familjen Amphiliidae. IUCN kategoriserar arten globalt som otillräckligt studerad. Inga underarter finns listade i Catalogue of Life.